# Uniform m/1958

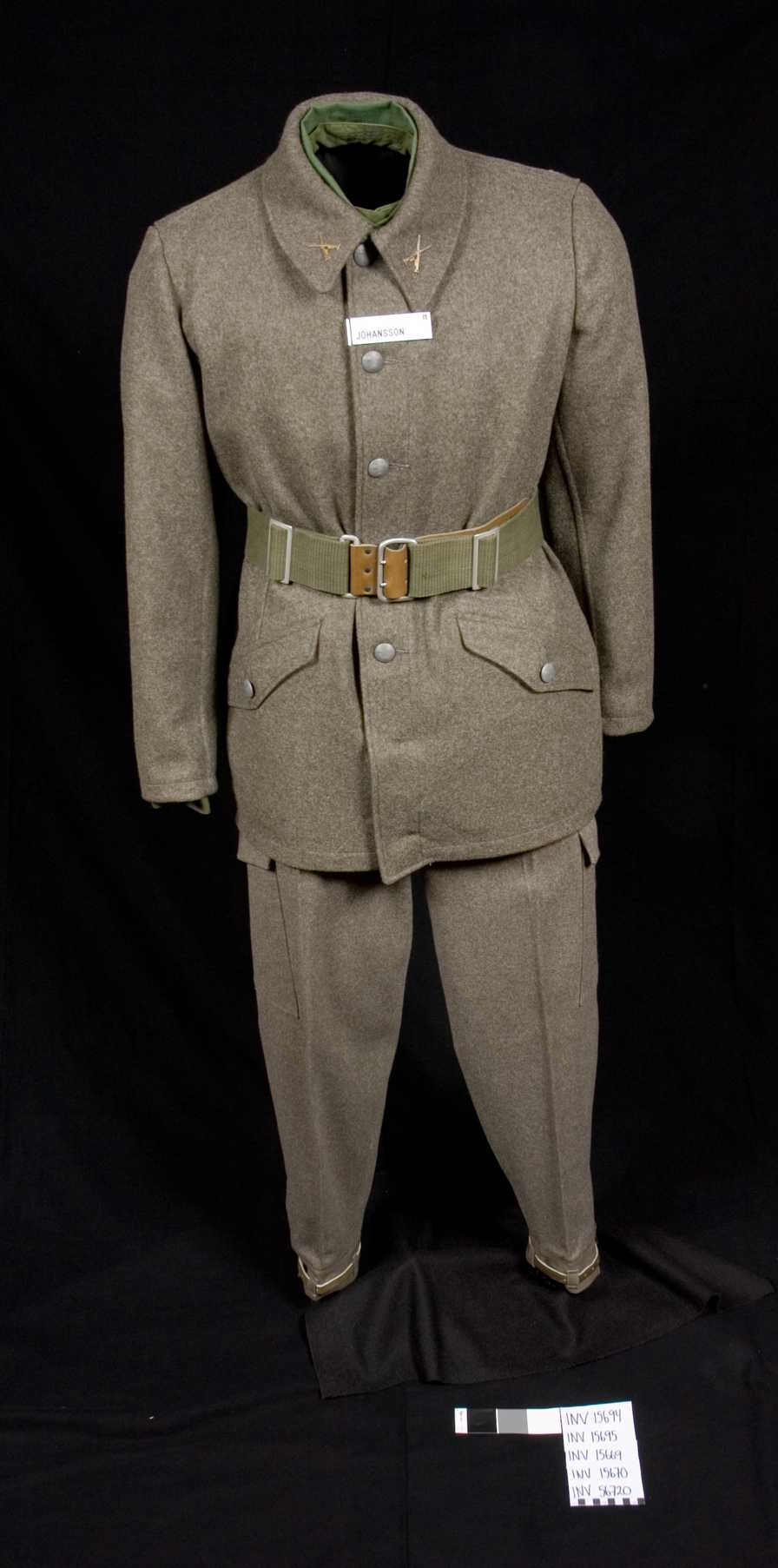
Fältuniform m/1958 för manskap vid infanteriet. (Ur Armémuseums samlingar).

Fältuniform m/1958 är ett tidigare fältuniformssystem som användes inom Krigsmakten/Försvarsmakten.

## Användning
Denna uniform togs fram parallellt med uniform m/1959, vilka var avsedda att användas för vinter- respektive sommarbruk. Dessa två uniformer var resultatet av åtskilliga testuniformer bland annat Försöksuniform fm/1955. En rad äldre fältuniformer ändrades även i samband med uniformens införande till Fältuniform m/1939-58 och Fältuniform m/1952-58. Uniformen ersattes av Fältuniform 90 och utgick slutgiltigt efter den 31 december 1999.

## Persedlar
Här nedan följer de persedlar som utgör grunden till Fältuniform m/1958.

### Beklädnadspersedlar
- Fältbyxor m/1958
- Fältmössa m/1959
- Halsduk av bomull
- Halsduk av ylle
- Handskar
- Livrem till stridssele/Livrem m/1952 av textil
- Pälsmössa m/1959
- Regnkappa, grön
- Ridbyxor m/1958/Ridbyxor m/1939 (endast beriden personal)
- Marschkängor
- Strumpor
- Vantar
- Vapenrock m/1958
- Vindrock m/1959 med foder

### Övrig utrustning
- Hjälm m/1937